# Cristina Pucelli
Cristina Pucelli (* 11. Juni 1970) ist eine US-amerikanische Synchronsprecherin.

## Leben
Seit 2001 ist Pucceli als Synchronsprecherin tätig. Sie ist durch zahlreiche Synchronisieren der Zeichentrickfiguren bekannt. Zum Beispiel lieh sie Luan Loud aus der Serie Willkommen bei den Louds und Catwoman aus DC Super Hero Girls ihre Stimme.

## Synchronisation (Auswahl)
- 2014: Yellowstone
- 2015: DC Super Hero Girls
- seit 2016: Willkommen bei den Louds
- 2021: Willkommen bei den Louds – Der Film (The Loud House Movie)